# Het bloedrode lint
Het bloedrode lint, ook wel Het scharlakenrode lint (originele Franse titel: Le ruban écarlate) is een olieverfschilderij van de Belgische kunstschilder Théo Van Rysselberghe uit 1906. Het toont een naakt in klassieke pose voor een spiegel, uitgewerkt in een pointillistische en divisionistische techniek. Het werk bevindt zich in privécollectie.

## Context
Tot aan het begin van de twintigste eeuw werd het oeuvre van de neo-impressionist Van Rysselberghe gedomineerd door landschappen en portretten. Vanaf de jaren 1905-1906 vond hij echter een nieuw passie in het schilderen van het vrouwelijk naakt, een genre waarin zijn uitzonderlijke tekentalent optimaal naar voren kwam. Het bloedrode lint is een vroeg voorbeeld en wordt algemeen beschouwd als een van zijn beste. Tijdens de eerste expositie van het doek, eind 1906 bij de Berlijnse Sezession, werd het hooggeprezen. Het roept herinneringen op aan de baadsters van Edgar Degas en in zekere zin zelfs aan Venus voor de spiegel van Diego Velásquez. Eind 2016 werd het voor bijna anderhalf miljoen dollar verkocht bij Sotheby's in New York.

## Afbeelding
Het bloedrode lint toont een jonge vrouw, afgebeeld op de rug, zittend voor een spiegel. Ze doet een rood lint in haar haren, een handeling waaraan het werk haar titel ontleent (het motief van een vrouw die haar haren opsteekt komt vaker voor in het oeuvre van de Van Rysselberghe). Door de reflectie in de spiegel is haar lichaam van alle kanten zichtbaar. De neutrale achtergrond zorgt ervoor dat de focus van de kijker volledig op haar lichaam wordt gericht.
Tekentechnisch getuigt de uitwerking van een groot meesterschap. De complexe houding van het model, met de verkorte weergave van het linkerbeen, komt volkomen natuurlijk en realistisch over. Het geheel oogt uitermate levendig. Tegelijkertijd heeft het werk een zijdeachtige uitstraling.

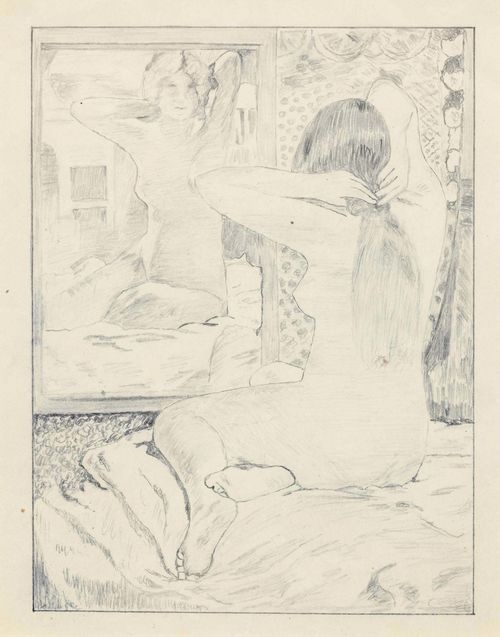
Studie, 1906, 19 x 11,5 cm.

Van Rysselberghe wilde met zijn naaktportretten vooral schoonheid en elegantie uitdrukken. Hij besteedde altijd veel aandacht aan de keuze van zijn modellen alsook van de omgeving waarin hij hen portretteerde. In Het bloedrode lint lijkt die omgeving, een interieur met gekleurde draperieën en de weelderige lakens, volkomen in harmonie met het voluptueuze lichaam van het meisje. Het genoegen dat de kunstenaar gehad moet hebben in het schilderen van het werk straalt als het ware van het doek.

## Techniek en kleurgebruik
In de uitwerking gebruikt Van Rysselberghe pointillistische en vooral ook divisionistische technieken. Zo is de huid van het model volledig weergegeven in kleine contrasterende streepjes, blauw tegenover zalm of roze tegenover turquoise-groen. Ook in haar haren ontwaren we kleine streepjes in diverse complementaire kleuren: bruin-roden mengen zich met donkere groentinten en blauwen met oranje. Vanaf een afstand ziet de kijker echter een natuurlijke rossige haargloed, hoewel die tint als zodanig nergens wordt gebruikt. De lakens zijn opgebouwd uit streepjes van verschillende, dicht tegen elkaar aanliggende wittinten, met hier en daar roze- en blauwtonen, die weer terug keren in de huid van het model. De achtergrond, meubels en wandbekleding, is daarentegen weer vol van complementaire kleuren en weergegeven, deze keer in een pointillistische techniek, een stilistisch contrast waarmee extra diepte wordt gecreëerd. De verschillende zones in het werk zijn met elkaar in balans of contrasteren, waardoor een harmonieuze kleurencompositie ontstaat, ogenschijnlijk bont, doch welbeschouwd geschilderd met een beperkt palet.